# لهستان در المپیک تابستانی ۱۹۷۶

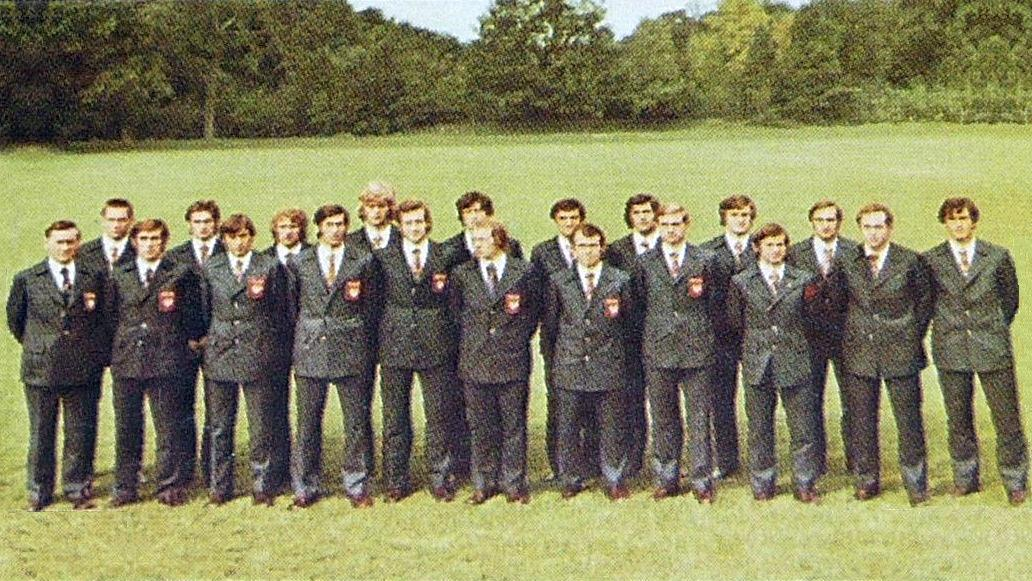
تیم فوتبال لهستان در المپیک ۱۹۷۶ مونترال.

لهستان در بازی‌های المپیک تابستانی ۱۹۷۶ که در شهر مونترال کانادا برگزار شد، کاروان لهستان با ۲۰۷ ورزشکار در این رقابت‌ها شرکت کرد و موفق به کسب ۲۶ مدال (۷ طلا، ۶ نقره، ۱۳ برنز) شد. در جدول رتبه‌بندی توزیع مدال‌ها، لهستان در ردهٔ ۶ مسابقات قرار گرفت.